# Petit myrtil
Pyronia janiroides
Espèce
Le Petit myrtil (Pyronia janiroides) est une espèce de lépidoptères (papillons) appartenant à la famille des Nymphalidae, à la sous-famille des Satyrinae et au genre Pyronia.

## Dénomination
Elle a été nommée Pyronia janiroides par Gottlieb August Wilhelm Herrich-Schäffer en 1851.
Synonymes : Epinephele janiroides Herrich-Schäffer, [1851]; Epinephele janiroides Herrich-Schäffer, [1851]; Epinephele janiroides ab. abbreviata Seitz, 1906.

### Noms vernaculaires
Le Petit myrtil se nomme False Meadow Brown en anglais.

## Description
Le Petit myrtil est un papillon de couleur  orange vif sur le dessus des ailes avec une épaisse bordure brun foncé et chez le mâle une bande androconiale foncée qui couvre l'aire basale et ne laisse qu'une bande orange. Les deux sexes ont à l'apex des antérieures un ocelle doublement pupillé de blanc.
Le verso des antérieures est semblable, orange bordé de marron avec l'ocelle doublement pupillé caractéristique à l'apex. Les ailes postérieures chamois foncé sont marquées d'ocelles postdiscaux aveugles.

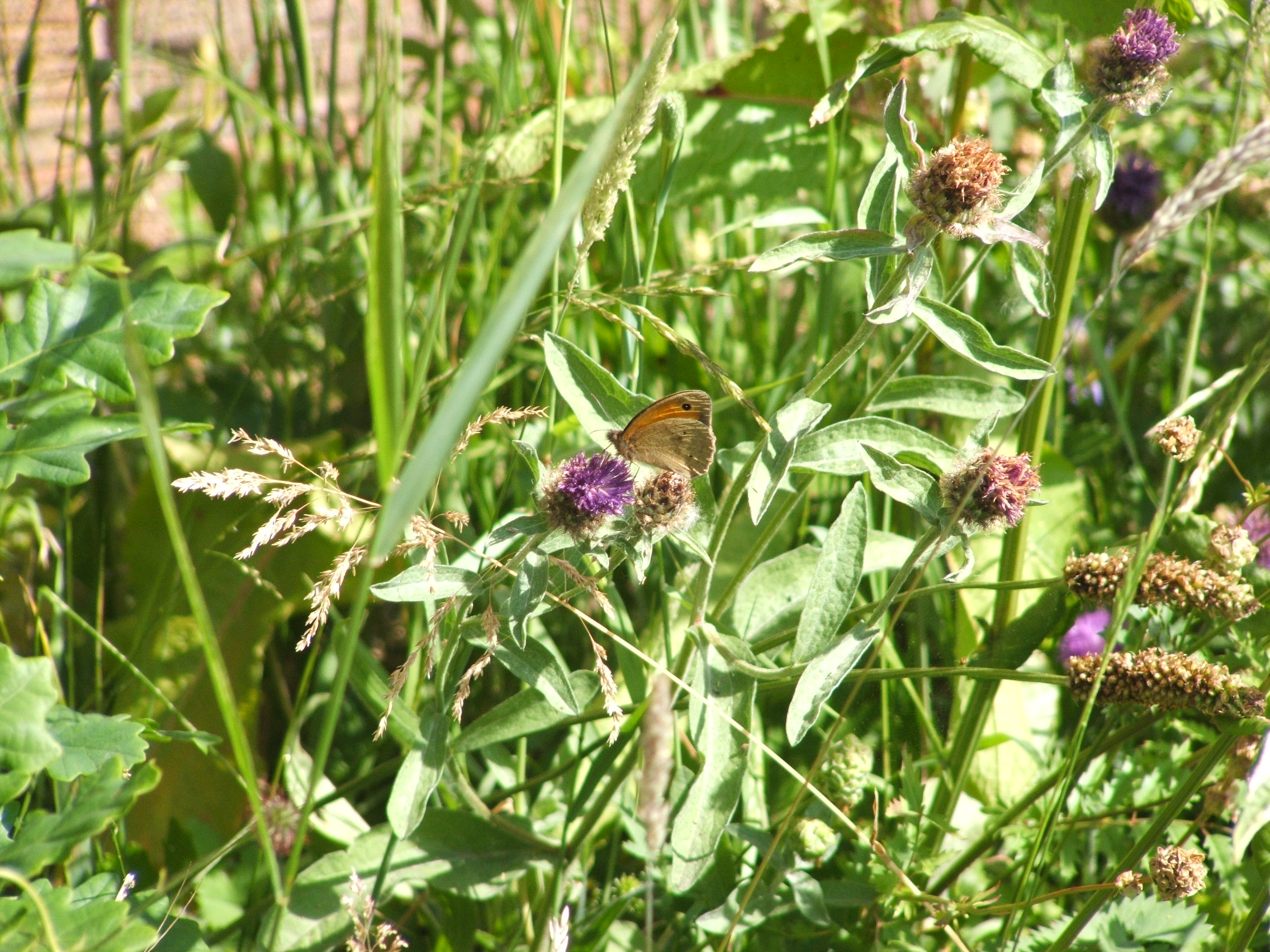
revers

## Biologie

### Période de vol et hivernation
Le Petit myrtil vole en une génération de juillet à septembre.

### Plantes hôtes
La plante hôte de sa chenille est Poa annua,.

## Écologie et distribution
Le Petit myrtil est présent uniquement en Algérie et dans l'ouest de la Tunisie,.

### Biotope
Elle réside dans les lieux pierreux herbus et buissonneux.

### Protection
Pas de statut de protection particulier.